# 威州 (四川)
威州，中国北宋时设置的州。
本为维州（今四川省理县）。景祐三年（1036年），以与潍州声相乱，改今名。崇宁时，户二千二十，口三千一十三。领二县：保宁县、通化县，二羁縻州：保州、霸州。
嘉会砦，本羁縻霸州，政和四年（1114年），建为亨州，县称嘉会县。宣和三年（1121年），废亨州，以嘉会县为砦，隶威州。熙宁年间所建的通化军，在保州、霸州之间。政和三年（1113年），董舜咨纳土，因旧名重筑军城，宣和三年，省军使为监押，隶威州。